# Paolo Scheggi
Paolo Scheggi est un artiste italien né le 19 août 1940 à Florence et mort le 26 juin 1971 à Rome.

## Biographie
S’inspirant des travaux novateurs de son aîné Lucio Fontana et du spatialisme, Paolo Scheggi expérimente dès le début des années 1960 le monochrome et exprimera la volonté d’aller au-delà de la peinture traditionnelle (figurative ou abstraite) pour créer des œuvres tridimensionnelles. Il concentre son attention sur des entités élémentaires telles que la ligne, le point, les simples figures géométriques, le rythme et les surfaces monochromes dans le but de dégager précisément les composantes visuelles de notre perception.
En 1965, il prend part à l’exposition Nova Tendencija 3 – New Tendency 3 à Zagreb aux côtés de Dadamaino, Bruno Munari ou encore Turi Simeti. 
En 1966, il est invité à la 33e Biennale de Venise où il présente quatre Intersuperfici curve aux côtés d'Agostino Bonalumi et se trouve exposé au XXIe siècle Salon des Réalités Nouvelles au Musée d'Art moderne de la Ville de Paris.

## Marché de l’art
Paolo Scheggi a été récemment redécouvert sur le marché de l’art. La peinture Intersuperficie Nera (1965) a été vendue par la maison de vente Christie's en octobre 2013 pour 218,500 £ contre une estimation de 20,000 £. En mai 2014, il battu ses records lorsque l'œuvre Zone Riflesse (1965), fut vendue par la maison de vente Dorotheum à Vienne pour 573 000 €. En décembre 2014 à Art Basel Miami sur le stand de la galerie Tornabuoni Art, la cote de l’artiste grimpe encore,.

## Expositions
- Monotipi di Paolo Scheggi-Merlini, La Vigna Nuova Gallery, Florence, 1961
- Paolo Scheggi Merlini. Per una situazione, Il Cancello Gallery, Bologne, 1962
- 7 intersuperfici curve-bianche + 1 intersuperficie curva-dal rosso + 2 progetti di compositori spaziali, Deposito Gallery, Gênes, 1964
- Intersurfaces courbes – compositeurs spatiaux – projets d’intégration plastiques, Galerie Smith, Bruxelles, 1964
- Paolo Scheggi. Intersuperfici curve, Centro d’Arte Il Chiodo, Palerme, 1965
- Paolo Scheggi, Arte Viva, Trieste, 1965
- Paolo Scheggi. Intersuperfici curve, Il Cavallino Gallery, Venise, 1965
- Otto Intersuperfici curve, Center of Art Il Chiodo, Palerme, 1966
- Nova Tendencija 3 - New Tendency 3, Zagreb, 1965
- XXIeSalon des Réalités Nouvelles, Musée d'Art moderne de la Ville de Paris, Paris,
- Paolo Scheggi. Intercamera plastica, Naviglio 2-Gallery, Milan, 1967
- Paolo Scheggi, 8 intersuperfici modulari + 1 progetto d’integrazione plastica, Galerie Kückels, Bochum, 1969
- Paolo Scheggi. Intersuperfici curve, Modern Art Agency, Naples, 1969
- Oplà-stick, Passione secondo Paolo Scheggi, Naviglio Gallery, Naviglioincontro 7, Milan, 1969
- Oplà-azione-lettura-teatro + Moduli - Intersuperfici modulari, Flori Gallery and streets of the City of Florence, Florence, 1969
- Il Trono. Levitazione secondo Agnetti & Scheggi, Mana Art Market Gallery, Rome, 1970
- 6profetiper6geometrie, Naviglio Gallery, Milan, 1971
- Artisti d’avanguardia in Italia. Omaggio a Paolo Scheggi, 2B International, Bergame, 1974
- Paolo Scheggi, Naviglio Gallery, Milan, 1974
- Paolo Scheggi, Il Centro Gallery, Naples, 1974
- Paolo Scheggi, Civic Gallery of Modern Art, Bologne, 1976
- Paolo Scheggi, Sala d’Arme of Palazzo Vecchio, Florence, 1983
- Paolo Scheggi, Elleni Gallery, Bergame, 1990
- Omaggio a Paolo Scheggi, Naviglio Gallery, Milan, 1990
- La breve e intensa stagione di Paolo Scheggi, Niccoli Gallery, Parme, 2003
- 6profetiper6geometrie, Naviglio Modern Art, Milan, 2004
- Paolo Scheggi. La profondità della superficie, Colossi Arte Contemporanea Gallery, Chiari (Brescia), 2007
- Paolo Scheggi. Ferri tele carte. Una retrospettiva 1957-1971, Il Ponte Gallery et Gallery Tornabuoni Art, Florence, 2008
- Paolo Scheggi, Parma, Niccoli Gallery, 2011
- Paolo Scheggi. Intercamera plastica e altre storie, Center for Contemporary Art Luigi Pecci, Prato, 2013
- Postwar. Italian Protagonists, Peggy Guggenheim Collection, Venise, 2013
- Paolo Scheggi. Selected Works from European Collections, Ronchini Art Gallery, Londres, 2014
- Paolo Scheggi, Robilant + Voena, Londres, 2014